# Dry County
Dry County è una canzone dei Bon Jovi, scritta da Jon Bon Jovi. È stata estratta come sesto e ultimo singolo dal quinto album in studio del gruppo, Keep the Faith, nel marzo del 1994. Si tratta del brano più lungo tra quelli realizzati dalla band, con una durata di quasi 10 minuti, anche se nella sua versione promozionale è stato ridotto a circa 6 minuti. Ha raggiunto il nono posto della Official Singles Chart nel Regno Unito.

## Informazioni sulla canzone
Il testo della canzone tratta del declino dell'industria petrolifera negli Stati Uniti e dei suoi effetti su coloro che vi lavoravano. Jon Bon Jovi scrisse il brano nell'estate del 1991, insieme a Bed of Roses, mentre girava in moto per le zone dell'Arizona, nel più completo anonimato.
Come diverse altre canzoni dell'album Keep the Faith, si tratta di una ballad epica dal ritmo incalzante e crescente, contenente diversi assoli di vari strumenti, sulla scia di altre lunghe canzoni rock epiche come  Free Bird, Child in Time, Stairway to Heaven, Telegraph Road, November Rain, I Want You (She's So Heavy) e Jungleland.

## Esibizioni dal vivo
Nonostante sia una dei pezzi preferiti dai fans del gruppo, il brano è stato suonato dal vivo con regolarità soltanto durante il Keep the Faith Tour e il These Days Tour. Infatti, quando i Bon Jovi hanno eseguito la canzone il 13 maggio 2006 durante la prima data europea del loro Have a Nice Day Tour a Düsseldorf, erano già passati dieci anni dalla sua ultima apparizione live; il brano ha continuato ad essere proposto sporadicamente in qualche altra occasione durante lo stesso tour, oltre che nei successivi Lost Highway Tour e The Circle Tour. Non sono rari nei concerti dei Bon Jovi cartelli di fan che incitano il gruppo a suonare Dry County. Allo Stadio Friuli di Udine, il 17 luglio 2011, è stata eseguita dal vivo la versione lunga originale, con gran sorpresa del pubblico presente che ha notevolmente apprezzato l'intensità della performance. È stata anche suonata nel concerto allo Stadio San Siro di Milano il 29 giugno 2013, con l'assolo di chitarra eseguito dal sostituto di Richie Sambora, Phil X.
Quando eseguita dal vivo, durante il secondo assolo di chitarra, il cantante Jon Bon Jovi ha diverse volte inserito un monologo sull'amarezza della vita in generale.

## Video musicale
Il video musicale della canzone mostra principalmente il gruppo esibirsi nel mezzo di un'area deserta. Vengono messe a confronto le due facce della vita: la povertà di alcuni posti disagiati, in cui la gente patisce dei problemi del mondo, e la ricchezza di città quali Las Vegas, consumate dal materialismo. Il video si apre citando la frase di Sigmund Freud: "All men are heroes in dreams" ("tutti gli uomini sono eroi nei sogni").

## Formazione

### Bon Jovi
- Jon Bon Jovi - voce, chitarra
- Richie Sambora - chitarra solista, cori
- Alec John Such - basso, cori
- David Bryan - piano, cori
- Tico Torres - batteria

### Altro personale
- Danny Kortchmar - organo
- Maxine Waters, Julia Waters, Isabella Lento, Carmella Lento, Myna Matthews - cori

## Tracce
Maxi singolo (2 CD)
CD1
1. Dry County – 9:52 (Jon Bon Jovi)
2. Stranger in This Town (Live) – 6:40 (Richie Sambora, David Bryan)
3. Blood Money (Live) – 2:26 (Bon Jovi)

CD2
1. Dry County (Live) – 12:09 (Bon Jovi)
2. It's Only Rock 'n Roll (But I Like It) (Live) – 5:09 (Mick Jagger, Keith Richards)
3. Waltzing Matilda (Live) [cantata da Tico Torres] – 4:53 (Andrew Barton Paterson)

Le tracce dal vivo sono state registrate al Count Basy Theater di Red Bank, in New Jersey, il 20 dicembre 1993; fa eccezione Dry County registrata al National Bowl di Milton Keynes, in Inghilterra, il 19 settembre 1993.

## Classifiche
| Classifica (1994) | Posizione massima |
| ----------------- | ----------------- |
| Australia         | 31                |
| Austria           | 26                |
| Finlandia         | 6                 |
| Germania          | 41                |
| Irlanda           | 18                |
| Paesi Bassi       | 19                |
| Regno Unito       | 9                 |
| Svezia            | 35                |
| Svizzera          | 10                |